# 何琳 (声学家)
何琳（1957年11月—），四川西充人，出生于陕西西安，中国人民解放军海军工程大学教授，主要从事潜艇降噪技术研究。中国人民解放军专业技术少将军衔。

## 生平
何琳于1977年至1981年就读于西安矿业学院力学专业，获工学学士学位。1984年毕业于海军工程学院轮机工程专业，获工学硕士学位。此后留校任教。他是海军工程大学振动与噪声研究所所长、潜艇声隐身技术国防科技重点实验室副主任，并担任中国声学学会理事、湖北省声学学会副理事长等职。
何琳于2012年获中国声学学会马大猷声学奖。2017年，他当选为中国工程院机械与运载工程学部院士。